# Unione dei Monti Climiti
L'Unione dei Monti Climiti è un ente sovracomunale, nato nel 2010 con l'intenzione di gestire alcuni servizi in maniera comune, al fine di creare vantaggi economici e di efficienza per i comuni aderenti.

Tale unione raggruppa i comuni di Floridia e Solarino, entrambi in provincia di Siracusa.

## Ambito di azione
Per statuto l'unione si occupa dei seguenti servizi:
- servizi demografici e statistici;
- servizi di protezione civile;
- gestione economica previdenziale e valutazione del personale, nonché del contenzioso del lavoro;
- gestione sistemi informatici integrati, formazione professionale dipendenti dei comuni associati, nonché promozione e diffusione dell'innovazione organizzativa, tecnologica e professionale dei servizi di competenza comunale, contrattazione decentrata;
- servizi di comunicazione e pubbliche relazioni;
- politiche di sviluppo e promozione del territorio di interesse sovracomunale;
- promozione attività culturali, turistiche e sportive di interesse sovracomunale e gestione delle stesse;
- rapporti con i cittadini residenti all'estero;
- gestione catasto;
- polizia municipale;
- gestione servizi di assistenza sociale;
- gestione delle politiche di pari opportunità;
- asili nido;
- trasporto pubblico urbano sovracomunale;
- contenzioso;
- canile e lotta al randagismo;
- politiche dell'immigrazione;
- gestione dei contratti di telefonia fissa e mobile;
- impiantistica sportiva;
- attività commerciale e produttiva;
- sportello informagiovani;
- servizi scolastici: mensa scolastica e trasporto;
- biblioteca comunale;
- servizi di pubbliche affissioni e pubblicità;
- gestione tributi;
- gestione integrata dei rifiuti;
- gestione del territorio e dell'ambiente;
- costituzione dell'ufficio Europa per i rapporti con la Comunità europea, anche tramite partneriato pubblico e privato;
- controllo gestione e distribuzione acqua potabile;
- gestione manutenzione stradale, verde pubblico,
- arredo urbano e patrimonio comunale.

## Sede
La sede dell'ente è a Floridia, presso il comune, in via IV Novembre.

## Amministrazione
Gli organi amministrativi dell'unione sono: il presidente dell'unione, l'assemblea e la giunta.
Il presidente rappresenta l'unione ed è l'organo responsabile dell'amministrazione.
Tale carica viene ricoperta a rotazione dal sindaco pro tempore di uno dei comuni partecipanti e dura in carica 30 mesi. 

Il primo presidente dell'unione è stato il sindaco del comune di Floridia, Orazio Scalorino.
L'assemblea dell'unione è composta da un numero di consiglieri comunali pari a 16 di cui: 9 per il comune di Floridia e 7 per il comune di Solarino. Essa è l'organo di indirizzo e controllo politico-amministrativo ed ha competenze su tutti quegli atti riservati dalla legislazione regionale al consiglio comunale.

Fra tutti i consiglieri dell'assemblea dell'unione viene eletto con le stesse modalità previste per l'elezione del presidente del consiglio comunale, un presidente dell'assemblea.

Il primo presidente dell'assemblea dell'unione è stato il consigliere del comune di Solarino, Emilio Terranova.
La giunta dell'unione è organo di impulso e di indirizzo e collabora col presidente per il governo dell'ente. 
Essa è composta dal presidente dell'unione e da quattro assessori di cui due per il comune di Floridia e due per il comune di Solarino designati dal presidente dell'unione, scelti fra i consiglieri comunali che non appartengono all'assemblea dell'unione